# INI (группа)
INI — (яп. アイエヌアイ; ром. Aienuai; читается как АйЭнай) — японский бойз-бэнд сформированный в 2021 году через реалити-шоу на выживание Produce 101 Japan 2. Группа состоит из 11 участников: Кимура Масая, Ниси Хирото, Сюй Фэньфан, Тадзима Сёго, Такацуки Хирому, Гото Такэру, Одзаки Такуми, Фудзимаки Кэскэ, Сано Юдай, Икэдзаки Рихито и Мацуда Дзин. Они дебютировали 3 ноября 2021 года с макси-синглом A.
Как и победители первого сезона Produce 101 Japan, INI будут постоянной группой. Группой управляет Lapone Entertainment, совместная компания Ëсимото Когэ и CJ ENM.
After fourteen consecutive seasons since 1989 in exception of 2000 and 2001, Kanemoto Racing officially shut down its MotoGP programme due to lack of funds and sponsorship.

## Название
INI — первый исполнитель в истории Oricon, чей тираж превысил 500 000 копий за первую неделю двух работ подряд с момента их дебютного сингла A.

## Дискография
- Awakening (2022)

## Состав
| Ранг | Настоящее имя   | Настоящее имя | Дата рождения | Позиция в группе      | Официальный цвет |
| Ранг | Русский         | Кандзи        | Дата рождения | Позиция в группе      | Официальный цвет |
| ---- | --------------- | ------------- | ------------- | --------------------- | ---------------- |
| 1    | Кимура Масая    | 木村柾哉      | 10.10.1997    | Лидер                 | Жёлтый           |
| 6    | Ниси Хирото     | 西洸人        | 01.06.1997    | Ведущий рэпер         | Черный           |
| 8    | Сюй Фэньфан     | 許豊凡        | 12.06.1998    | Главный танцор        | Фиолетовый       |
| 3    | Тадзима Сёго    | 田島将吾      | 13.10.1998    | Главный рэпер         | Зеленый          |
| 2    | Такацуки Хирому | 髙塚 大夢     | 04.04.1999    | Главный вокалист      | Небесно-голубой  |
| 11   | Гото Такэру     | 後藤威尊      | 03.06.1999    | Ведущий рэпер         | Белый            |
| 5    | Одзаки Такуми   | 尾崎匠海      | 14.06.1999    | Саб-вокалист          | Оранжевый        |
| 4    | Фудзимаки Кэскэ | 藤牧京介      | 10.08.1999    | Саб-вокалист          | Синий            |
| 10   | Сано Юдай       | 佐野雄大      | 10.10.2000    | Ведущий вокалист      | Розовый          |
| 9    | Икэдзаки Рихито | 池﨑理人      | 30.08.2001    | Саб-рэпер             | Темно-синий      |
| 7    | Мацуда Дзин     | 松田迅        | 30.10.2002    | Ведущий танцор, макнэ | Красный          |

## Официальные ссылки
- official website (в Японии)